# Alexander Sorge
Alexander Sorge (Lipcse, 1993. április 21. –) német labdarúgó, aki jelenleg a Türkgücü München játékosa.

## Statisztika
2016. június 15. szerint
| Klub               | Szezon             | Bajnokság | Bajnokság | Kupa  | Kupa  | UEFA  | UEFA  | Összesen | Összesen |
| Klub               | Szezon             | Mérk.     | Gólok     | Mérk. | Gólok | Mérk. | Gólok | Mérk.    | Gólok    |
| ------------------ | ------------------ | --------- | --------- | ----- | ----- | ----- | ----- | -------- | -------- |
| RB Leipzig II      | 2013–14            | 6         | 1         | 0     | 0     | 0     | 0     | 6        | 1        |
| RB Leipzig II      | 2014–15            | 25        | 3         | 0     | 0     | 0     | 0     | 25       | 3        |
| RB Leipzig II      | 2015–16            | 32        | 3         | 0     | 0     | 0     | 0     | 32       | 3        |
| RB Leipzig II      | Összesen           | 63        | 7         | 0     | 0     | 0     | 0     | 63       | 7        |
| RB Leipzig         | 2013–14            | 0         | 0         | 0     | 0     | 0     | 0     | 0        | 0        |
| RB Leipzig         | 2015–16            | 0         | 0         | 0     | 0     | 0     | 0     | 0        | 0        |
| RB Leipzig         | Összesen           | 0         | 0         | 0     | 0     | 0     | 0     | 0        | 0        |
| Karrierje összesen | Karrierje összesen | 63        | 7         | 0     | 0     | 0     | 0     | 63       | 7        |

## Sikerei, díjai
- RB Leipzig II:
  - NOFV-Oberliga Süd bajnok: 2014-2015